# Диксън (окръг, Небраска)
Окръг Диксън (на английски: Dixon County) е окръг в щата Небраска, Съединени американски щати. Площта му е 1251 km², а населението - 6339 души (2000). Административен център е град Понка.